# 鉄道林
鉄道林（てつどうりん）とは、強風・吹き溜まり・飛砂・土砂崩れなどによる災害を防ぐ目的で鉄道施設の周りに植林された森林のこと。日本では東北本線が青森まで開通した翌々年の1893年（明治26年）に吹雪から鉄道を守るために設けられた。
近年では、役割を終えた鉄道林が伐採されている一方、環境保護のために改めて整備しなおされているものもある。